# Metopia grandii
Metopia grandii är en tvåvingeart som beskrevs av Gustavo Venturi 1953. Metopia grandii ingår i släktet Metopia och familjen köttflugor.
Artens utbredningsområde är Italien. Arten är reproducerande i Sverige. Inga underarter finns listade i Catalogue of Life.